# La tragedia di Mariam
La tragedia di Mariam (The Tragedy of Mariam) è una tragedia di Elizabeth Cary, ricordata per essere la prima opera teatrale originale scritta da una donna in inglese. La tragedia fu scritta presumibilmente tra il 1602 e il 1604 e fu pubblicata per la prima volta nel 1613, un anno dopo essere stata inserita nel Stationers' Register. La tragedia racconta la storia di Mariamne, seconda moglie di Erode il Grande, ed è ambientata nel 29 a.C.

## Trama
Atto I
Mariam riflette sui sentimenti contrastanti che nutre nei confronti del marito Erode, recatosi a Roma per parlare con Augusto: la regina sa che il marito la ama, ma sa anche che l'uomo è il responsabile della morte di suo nonno Ircano e di suo fratello Aristobulo, che ha ucciso per assicurarsi il trono di Giudea. La madre Alessandra la rimprovera per le lacrime che spreca per Erode ed entrambe le donne vengono riprese bruscamente da Salomè, la sorella del re, che mette in discussione la fedeltà di Mariam e la sua capacità di essere una brava moglie.
Rimasta sola, Salomè medita sul suo piano di divorziare da Costobaro per risposarsi con l'amante, il principe arabo Silleus. Il principe va a trovare Salomè e i due si scambiano promesse d'amore, ma il loro incontro è interrotto dall'arrivo di Constobaro. Il marito accusa Salomè di essergli infedele e la donna annuncia la sua intenzione di divorziare da lui, anche se all'epoca la decisione del divorzio poteva essere presa solo dal marito. Il coro conclude l'atto parlando del pericolo posto dalle donne che desiderano cambiamenti nella loro vita.
Atto II
Ferora, fratello di Erode e Salomè, parla del suo amore per Grafina, una serva alla corte del re. Prima di partire per Roma ed essere ritenuto morto, a Ferora è stato ordinato di sposarsi con la nipote per mantenere pura la discendenza. Ferora è combattuto tra il dolore per la morte del fratello e la neo-ritrovata libertà di sposare Grafina. Constobaro intanto rivela di aver tenuto nascosti per dodici anni i due figli di Babas, condannati a morti con il padre dodici anni prima da Erode. I due ragazzi non riescono a credere che Erode sia davvero morto e convincono Constobaro a continuare a nasconderli finché le notizie non saranno certe. 
Doride, la prima moglie di Erode, e suo figlio Antipatro soffrono per l'esilio dalla corte. Silleus sfida Constobaro a duello e il principe arabo è ferito, anche se non mortalmente. Constobaro prova inaspettatamente pietà per l'amante della moglie e decide di curarlo. Il coro conclude il secondo atto rimproverando i personaggi per aver creduto alla morte di Erode, commentando che le persone credono più facilmente a ciò che desiderano sia vero.
Atto III
Salomè rimprovera Ferora per la sua scelta di sposare una donna di rango così inferiore. Il sommo sacerdote Ananell comunica che Erode è in realtà ancora in vita, con grande gioia di Salomè. Ferora è meno entusiasta, dato che sa che ora dovrà fronteggiare le ire di Erode per aver disubbidito a un ordine diretto sposando Grafina. Salomè propone uno scambio di favori al fratello: Ferora chiederà ad Erode di far ottenere il divorzio a Salomè e la donna intercederà presso Erode affinché il fratello non venga punito per aver sposato la serva. Le macchinazioni di Salomè non si fermano qui, dato che la donna sta pianificando la caduta di Mariam, facendo credere ad Erode che la moglie sta cercando di avvelenarlo. Sohemus, consigliere di Erode, comunica a Mariam la notizia che il marito è in cita e la regina resta delusa nello scoprire che Erode è in vita.
Atto IV
Erode ritorna in città e attende con impazienza il benvenuto di Mariam. Ferora viene rimproverato dal fratello per aver sposato Grafina e Ferora reagisce rivelando al re che Salomè ha divorziato dal marito dopo aver scoperto Constobaro stava nascondendo i due figli di Babas. Erode ordina l'esecuzione dell'ex-cognato e dei due figli di Babas.
Miriam ritorna da Erode, che resta deluso dalla freddezza della moglie. La tensione tra i due degenera presto in un litigio e Mariam gli rinfaccia l'assassinio del nonno e del fratello. Il maggiordomo entra con una bevanda per Erode, ma prima di consegnargliela lo avverte che è veleno e che Sohemus gli ha ordinato di darlo al re su richiesta di Mariam. Erode ordina alle guardie reali di arrestare la moglie, ma esita a dare l'ordine della condanna a morte. Il maggiordomo intanto confessa il suo senso di colpa per aver incastrato Sohemus, ammettendo di averlo fatto per ordine di Salomè. 
Constobaro e i figli di Babas intanto vengono condotti al luogo dell'esecuzione, lamentandosi della crudeltà e della falsità delle donne (Salomè). Erode continua ad esitare ad ordinare la condanna di Mariam e Salomè lo incoraggia insinuando che Sohemus e la moglie avevano una tresca clandestina. Erode allora maledice la sorella per avergli fatto dubitare della moglie, ma ordina l'esecuzione di Mariam. Il coro spiega al pubblico che il perdono è preferibile alla vendetta e critica Mariam per non aver perdonato il marito per l'omicidio dei suoi famigliari, dato che se lo avesse fatto ora la sua vita non sarebbe a rischio.
Atto V
Un nunzio informa Erode della decapitazione di Mariam e il re esprime tutto il suo rammarico per la sua decisione di aver fatto giustiziare la moglie. Il coro critica il re per la sua decisione affrettata.

## Origini

### Fonti
Elizabeth Cary apprese la storia di Mariamne e il suo contesto storico dalle opere di Flavio Giuseppe Guerra giudaica e Antichità giudaiche, che aveva letto nella traduzione inglese di Thomas Lodge del 1602.

### Composizione e stampa
La tragedia di Mariam fu scritta tra il 1602 e il 1604 e fu stampata per la prima volta nel 1613 da Thomas Creede. L'opera è dedicata ad Elizabeth Cary, ma non è chiaro se la dedicataria (omonima dell'autrice) fosse la cognata o la moglie del cognato della drammaturga.

## Commento

### Il genere
La tragedia fu presumibilmente scritta come un closet drama, un'opera teatrale destinata alla sola lettura e non alla messa in scena. Questo spiegherebbe il motivo per cui lunghi e dettagliati monologhi e dialoghi descrivono accuratamente azioni che sarebbero palesi per il pubblico che assiste a una rappresentazione dell'opera a teatro. In quanto donna, la Cary non avrebbe potuto scrivere per il teatro con l'intenzione di portare il testo davanti a un pubblico e l'opzione del closet drama era l'unica che le avrebbe permesso di dedicarsi alla drammaturgia.

### La prima drammaturga inglese
Per quanto altre donne avessero scritto del teatro in inglese - nel XIV secolo Katherine del Sutton aveva composto dei misteri, mentre nel XVI secolo Jane Lumley aveva tradotto l'Ifigenia in Aulide dal greco e Mary Sidney il Marc-Antoine dal francese (1597) - Elizabeth Cary fu la prima autrice di una tragedia originale in inglese. Non è tuttavia chiaro se The Tragedy of Mariam sia la prima pièce della Cary. Nel prologo della tragedia, infatti, la Cary scrisse "My first was consecrated to Apollo/ My second to Diana now shall follow" ("Il mio primo fu consacrato ad Apollo/ Il secondo, a Diana, ora seguirà"), che ha fatto pensare a diversi critici che l'autrice si stia riferendo ad una precedente opera teatrale scritta da lei, ora perduta.